# アルド・プロッティ
アルド・プロッティ（Aldo Protti, 1920年7月17日 - 1995年8月10日）は、イタリアのバリトン歌手。1950年代から1960年代にかけてイタリアの歌劇場を中心に活躍、また多くのオペラ全曲盤レコード録音にも出演した。
クレモナの貧しい家庭に生まれる。はじめ大理石細工、のちには鉄道員の職に就いたが、歌の巧さに感心した知人の尽力で、パルマの音楽院での声楽勉強の機会を得た。
1948年、ロッシーニの生地ペーザロで、『セビリアの理髪師』フィガロ役で舞台デビュー、1950年にはミラノ・スカラ座にもヴェルディ『アイーダ』アモナズロ役でデビュー、またヨーロッパ各地、北米、南米の各地劇場にも出演した。特にヘルベルト・フォン・カラヤンに好まれウィーン国立歌劇場には頻繁に出演した。
プロッティの歌唱に対しては、しばしば「大声量に頼るのみで性格付けに乏しい」といった批判がなされることもあったが、その幅広いレパートリー、器用な演技力が多くのオペラ・ハウスで重宝がられたのもまた事実であった。彼の全盛期である1950年代-60年代はちょうどLPレコードによるオペラ全曲録音が盛んに行われた時期に重なり、英デッカ社と契約していたプロッティはここでも多くの録音を残している。そのうち1960年のカラヤン指揮、デル＝モナコ、テバルディ出演のヴェルディ『オテロ』全曲録音では、イヤーゴ役を予定していたバリトン歌手のエットーレ・バスティアニーニがカラヤンと衝突したため、デッカ社は急遽プロッティに差し替える形で録音を完成させている。
1959年からは日本にもNHKイタリア歌劇団の一員などとしてたびたび訪問、『オテロ』イヤーゴ役、『ラ・トラヴィアータ』父ジェルモン役、『アンドレア・シェニエ』ジェラール役、『リゴレット』（タイトル・ロール）などを歌った。中でも1961年10月、東京文化会館でのレオンカヴァッロ『道化師』トニオ役では舞台上で軽やかにとんぼ返りを披露するさまが映像として残されており、その芸達者振りがうかがえる。後年、1989年の首都オペラの旗揚げ公演『オテロ』でイヤーゴ役、1993年の同じく首都オペラの『道化師』でトニオ役で健在ぶりを示した。
1970年代からは舞台上での活動をほぼ終え、もっぱら後進指導にあたったが、1985年には65歳の高齢でニューヨーク・メトロポリタン歌劇場にデビュー、得意としていた『リゴレット』を歌った。
1995年に生地クレモナで死去した。